# 大鱗寬箬鰨
大鱗寬箬鰨為輻鰭魚綱鰈形目鰨亞目鰨科的其中一種，為熱帶海水魚，分布於印度洋西太平洋區的印度、印尼及馬來西亞海域，體長可達22.5公分，棲息在底層水域，生活習性不明。